# Кэмерон, Юэн
Юэн (Юан) Кэмерон (Камерон) (англ. Euan Cameron) — британский историк, специалист по христианству. Доктор философии (1982). Именной профессор Нью-Йоркской объединённой теологической семинарии (с 2002), её вице-президент в 2004—2010. Прежде проф. Ньюкаслского университета.
Учился в Итоне.
В Оксфорде получил степень бакалавра BA, первоклассную по истории (1979), а также в один год магистерскую MA и доктора философии. В 1979-85 младший исследовательский феллоу в оксфордском Колледже всех душ. Затем с 1985 года 17 лет провел на кафедре истории Ньюкаслского университета: лектор, с 1992 ридер, с 1997 фул-профессор, заведовал кафедрой. В 1996/7 удостоился Leverhulme Research Fellowship. С 2002 первый именной профессор Henry Luce III Professor Нью-Йоркской объединённой теологической семинарии (ныне эмерит), с одновременным назначением на кафедре религии Колумбийского ун-та. Анализирует роль и трансформации религии в европейском обществе в период позднего средневековья и Реформации. Первоначально работал в области религиозного инакомыслия, особенно вальденской ереси.
О последней вышли две его книги The Reformation of the Heretics (1984) и Waldenses: Rejections of Holy Church in Medieval Europe (2000). Редактор университетского учебника Early Modern Europe: An Oxford History (1999). Также автор Enchanted Europe: Superstition, Reason, and Religion, 1250—1750 (Oxford University Press, 2010, ISBN 978-0-19-92578-2, 473 pp.) {Рец.}.
Редактор Church History, состоит в редколлегии Journal of Ecclesiastical History.
Активный член Епископальной церкви США, в 2014 году был рукоположён в сан священника.